# خايمي باتريس
خايمي باتريس (بالإسبانية: Jaime Batres)‏ هو لاعب كرة قدم غواتيمالي في مركز الوسط، ولد في 28 يونيو 1964، وتوفي في أغسطس 2019.

## وصلات خارجية
- خايمي باتريس على موقع أوليمبيديا (الإنجليزية)